# Redningsstation Tuskær

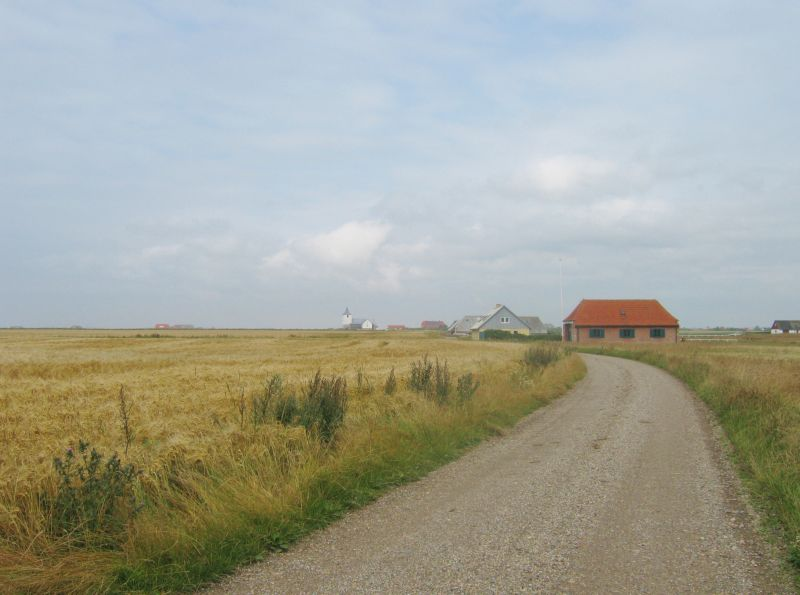
Redningsstation Tuskjær, sedd från söder

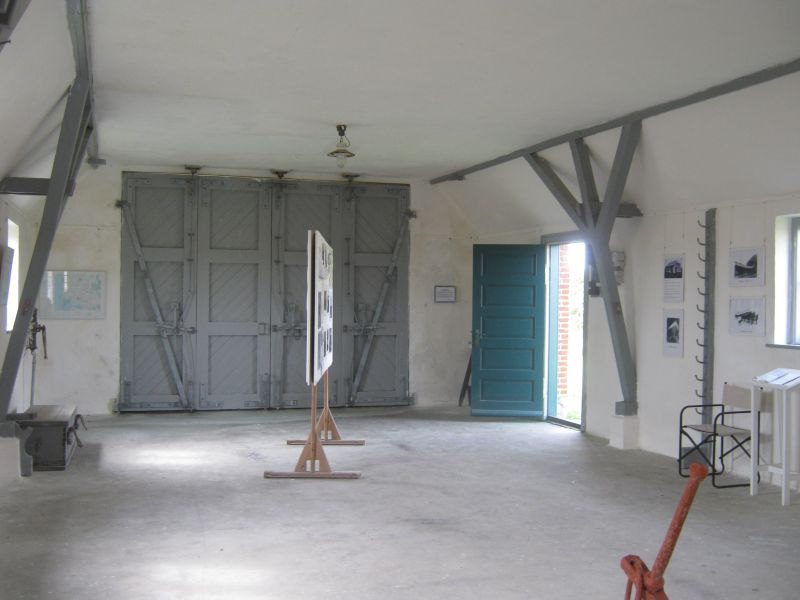
Interiör

Redningsstation Tuskær, eller Redningsstation Tuskjær, är en tidigare dansk sjöräddningsstation, som ligger nära Fjaltring, omedelbart norr om Bøvling Fjord på Jyllands västkust vid Nordsjön.
Redningsstation Tuskær var 1848 den andra sjöräddningsstation som inrättades i Danmark. Dess båthus med räddningsbåt och raketapparat låg då vid den tidigare byn Mærsk alldeles vid havet. Båthuset byggdes om 1879 och 1890. Räddningsbåt nyinskaffades 1856, 1886 och 1915. Den nuvarande byggnaden vid Rubyvej uppfördes 1936 och blev byggnadsminne 1995. 
Räddningsstationen från 1936 är en långsmal byggnad i rött tegel på ett fundament av kallmurad natursten, och med ett halvvalmat sadeltak av rött taktegel. Den har endast ett rum, vilket inrymde en räddningsbåt till 1966. Därefter fungerade räddningsstationen som en station med enbart raketapparat fram till dess nedläggning på 1970-talet.
Idag administreras Redningsstation Tuskær av Naturstyrelsen. En vänförening har ordnat en utställning om räddningsstationens historia i byggnaden.